# Thierstein (Bavorsko)
Thierstein je obec s tržními právy (Markt) v německé spolkové zemi Bavorsko, v zemském okresu Wunsiedel im Fichtelgebirge.

## Geografie
Obec se nachází ve Smrčinách, v blízkosti hranic s Českou republikou.

## Místní části
- Birkenbühl
- Dangesbühl
- Hafendeck
- Hendelhammer
- Hohenmühle
- Kaiserhammer
- Neudürrlas
- Öchslersmühle
- Pfannenstiel
- Schlößlein
- Schwarzenhammer
- Schwarzteich
- Thierstein
- Wäschteich
- Ziegelhütte

## Historie
Obec Thierstein je poprvé zmiňována 20. března 1340 v jedné z listin vydaných Albrechtem Nothaftem z Tirsteina, které se nacházejí v okresním archivu v Chebu. O tři roky později, 16. července 1343, získal Albrecht Nothaft jako léno vybudovaný hrad Thierstein. Na konci 14. století prodali Notthafftové jak Thierstein, tak sousední Thiersheim a Marktleuthen i s několika vesnicemi v okolí markraběti Wilhelmu I. z Míšně. Od tohoto šlechtice přešel Thierstein v roce 1415 na purkrabí z Norimberka. V roce 1603 vydal markrabě Georg Friedrich Braniborský příkaz ke stavbě nového panství uvnitř obce. Hrad tak začal chátrat.
Během 15. století se Thierstein stal samostatným úřadem s vlastní pečetí.
V roce 1725 propukl v obci požár, který měl dalekosáhlé následky.
Roku 1945 byla obec částečně poškozena ostřelováním amerického letectva.

## Památky
Zřícenina hradu Thierstein je častým cílem turistů. Z hradní věže je možné vidět velkou část Smrčin a zahlédnout lze i město Cheb.